# Josep Climent Barber
Josep Climent Barber   (Oliva, 28 d'agost de 1927 - 15 de febrer de 2017) fou un canonge organista, director del conservatori José Iturbi de València, compositor i musicòleg valencià.

## Biografia
De menut anà al Col·legi Germans Carmelites i Col·legi-Acadèmia "Sant Josep de la Muntanya" d'Oliva. Estudià teologia i filosofia en el Seminari Diocesà de València; fou ordenat presbíter a València el 29 de juny 1951. El 1957 se n'anà a París a ampliar els seus estudis fins al 1968. En el camp musical, va ser deixeble de Joaquim Piedra, Eduard Soler i Josep Roca, i cursà estudis de música a València, Madrid i a l'Institut Catòlic de París. És titulat en orgue, piano i cant gregorià.
La major part del seu treball com a musicòleg està dedicat a la recuperació i estudi dels compositors valencians i s'ha destacat pels seus treballs en la catalogació de fons musicals, i a l'estudi i transcripció d'obres de polifonia religiosa del s. XVII i de música per a tecla.
El 1968 fou nomenat president de la comissió diocesana de Música Sacra i des del 1979 fou membre del Consell Presbiteral.
De 1951 fins a 1982 ocupà el càrrec d'organista 1r de la SECBM. Des del 1981 ostentà el càrrec de Canonge Prefecte de Música Sacra de la Catedral de València. Dirigia l'arxiu i la biblioteca de la catedral.
El 1973, juntament amb Matilde Salvador i Jaume Palou i Sabater, atengué la convocatòria de les Comissions Diocesanes de Litúrgia i Música sagrada de l'Arxidiòcesi de València perquè posessin música a les noves traduccions litúrgiques dels tradicionals cants marians Salve Regina, Sub tuum praesidium i Regina Caeli.
Participà en el 1979 en la fundació de l'Escola Municipal de Música de València, actualment Conservatori Municipal de Música "José Iturbi" de València, on ha estat professor i director i on li han dedicat la biblioteca.
Fou vocal del Patronat del Misteri d'Elx entre 1987 i 2015. El 2002 fou nomenat president de la Comissió Tècnica per a la construcció de l'òrgan de Santa Maria per la Conselleria de Cultura. Ell estrenà l'orgue, llavors acabat de reconstruir, amb un concert anomenat Prueba acústica en condiciones reales: Colores y Sonidos del nuevo órgano a la basílica.
El 1994 compongué el Tedeum que s'interpreta en la celebració del 9 d'Octubre.
El 2010 fou nomenat Portaestendard del Misteri d'Elx, càrrec que no va poder exercir per problemes de salut.
Com a concertista d'orgue ha actuat per tot Espanya; ha destacat també la seua dedicació a l'Escolania de la Basílica de la Mare de Déu dels Desemparats, que va dirigir durant un període i on donà classes de solfeig i piano. També ha estat director de la Coral Infantil "Joan Baptista Comes" i des de 2001, quan va néixer per iniciativa seua, de la Coral Catedralícia de València en les grans solemnitats de la Catedral de València.
Ha dirigit la Secció de Musicologia de la Institut Alfons el Magnànim i ha col·laborat amb la Diputació Provincial durant 12 anys dirigint el “Retrobem la nostra música” i la part musical de “La Llum de les Imatges” des de la primera exposició en Segorb.
Fou academic corresponent de la Reial Acadèmia de Belles Arts de Sant Carles de València, de la Reial Acadèmia Catalana de Belles Arts de Sant Jordi de Barcelona i des del 31 de maig de 1983 fou acadèmic de número de la Real Acadèmia de Cultura Valenciana.
Ha compost la música del Desenclavament, un auto sacramental de l'època medieval, que s'escenifica a l'església de Santa Maria la Major d'Oliva el Divendres Sant de cada any a les 18h30. La lletra de l'obra és del poeta Salvador Soler, també d'Oliva. Actualment, la part vocal l'interpreten els membres de la Coral Santa Cecília d'Oliva, el director de la qual és Josep Malonda i Sanchis, i altres persones del poble. Pel que fa a la part musical, és interpretada pels músics de l'Associació Artístic Musical d'Oliva que actualment dirigeix el mestre Lamberto Olmos Saturnino.
Oliva també li ha dedicat el seu conservatori professional de música.
Creà junt amb Álvaro Marzal Garcia gran part dels cants que el poble d'Oliva li dedica a la Mare de Déu del Rebollet.

## Publicacions
Ha publicat investigacions i catàlegs d'obres.
- La Catedral de Valencia: devenir musical en el siglo XX Valencia: Real Acadèmia de Cultura Valenciana-Sección de Musicología, 2005. ISBN 84-96068-67-6
- Orguens i organistes catedralicis de la València del Sigle XIX València: Lo Rat Penat, 2002. ISBN 84-89069-77-8
- La Escolanía de Nuestra Señora de los Desamparados València: Diputació provincial, 1999. ISBN 84-7795-214-0
- Villancico barroco valencia València: Generalitat Valenciana, 1997. ISBN 84-482-1504-4
- El Cançoner de Gandia. Estudi, versió i transcripció València: Generalitat Valenciana - Conselleria de Cultura, Educació i Ciència, 1996. ISBN 84-482-1172-3
- El Cançoner musical d'Ontinyent; transcripció i estudi Ontinyent: Ajuntament d'Ontinyent i Consell Valencià de Cultura, 1996. ISBN 84-482-1252-5
- La coral infantil "Juan Bautista Comes" València: Ajuntament de València, 1996
- Fons musicals de la Regió Valenciana I: Catedral metropolitana de València València: Institució Alfons el Magnànim, 1979
- Cancionero diocesano València: Imp. Nàcher, 1959. Cants en llatí, valencià i castellà
- Història del País Valencià. De les Germanies a la Nova Planta Barcelona: Edicions 62, 1975. La Música litúrgica, profana i instrumental. ISBN 9788429711318. Autors Diversos: Reglà, Fuster, García Martínez, Simó i Climent.

## Premis i distincions
- Premi Honorífic de Musicologia 2011[13]
- Fou nomenat Prohom per Lo Rat Penat, a més d'haver guanyat diversos Premis Extraordinaris als Jocs Florals d'aquesta institució.[1]
- El 2010 fou nomenat Fill Adoptiu per l'Ajuntament de València[14]
- Fou nomenat Fill Predilecte d'Oliva.[7]
- Premi Extraordinari de l'Excm. Ajuntament de València per un treball de Musicologia. Jocs Florals de 1960.
- Finalista del Premi "València" de Literatura, per un treball de Musicologia. Any 1961.
- Premi Extraordinari de l'Excm. Ajuntament de València, per l'estudi "Músicos valencianos del siglo XVIII". Jocs Florals de 1963.
- Premi "València" de Literatura (Biografia) per l'estudi musicològic "Juan Bautista Comes y su tiempo". Any 1964. Este treball fou realitzat junt a Joaquín Piedra Miralles.
- Premi de l'Excm. Ajuntament de Villena, per l'estudi "El Villense del siglo XVI Ambrosio Cotes". Jocs Florals de 1967.
- Premi de la Delegació Nacional de la SF pel treball folklòric "Colección de Villancicos Inéditos". Anys 1971 i 1974.
- Premi "Mater Desertorum" de Composició de Música Religiosa. Any 1973.
- Premi de la Delegació Nacional i Provincial de la SF com a Director del Cor "Santa Maria del Puig".
- Premi Accèssit de la Caixa d'Estalvis i Mont de Pietat de València, pel llibre "Historia de la Música Contemporánea Valenciana". Any 1978.[12]

## Obres musicals
- Prech a la Verge. Enregistrat al 1965
- Regina Cæli (Reina del cel, alegreu-vos) (1973)[8]
- Remembrança
- Tedéum (1994)
- Missa breu de Falles (2009)[2][15]
- Missa en honor de San Vicente Mártir (2013)
- Ofertori: Oh Senyor, beneit sigues per este Pa
- Missa Nostra Pregària

## Media
- Kyrie et Gloria de la obra: Missa Nostra Pregària. Al registre audiovisual d'accés lliure de la Seu Valentina.[16]